# Schweizer Hochschulmeisterschaft im Ski Alpin 2017
Die 93. Schweizer Hochschulmeisterschaft im Ski Alpin fand vom 8. bis 9. März 2017 in Saas-Fee (Wallis) statt. Parallel dazu fanden die Swiss Winter University Games 2017 statt. Organisiert wurde das Rennen vom Schweizerischen Akademischen Skiclub.

## Programm
| Tag        | Datum        | Zeit      | Herren                      | Damen                       |
| ---------- | ------------ | --------- | --------------------------- | --------------------------- |
| Mittwoch   | 8. März 2017 | 9:45 Uhr  | 1. Lauf Riesenslalom Slalom | 1. Lauf Riesenslalom Slalom |
| Mittwoch   | 8. März 2017 | 12:45 Uhr | 2. Lauf Riesenslalom Slalom | 2. Lauf Riesenslalom Slalom |
| Donnerstag | 9. März 2017 | 9:15 Uhr  | 1. Lauf Slalom              | 1. Lauf Slalom              |
| Donnerstag | 9. März 2017 | 12:15 Uhr | 2. Lauf Slalom              | 2. Lauf Slalom              |

## Medaillenspiegel

### Nationen
| Platz | Land       |   |   |   |    |
| ----- | ---------- | - | - | - | -- |
| 1     | Schweiz    | 2 | 4 | 4 | 10 |
| 2     | Frankreich | 2 | 0 | 0 | 2  |
| Total | Total      | 4 | 4 | 4 | 12 |

### Sportler
| Platz | Sportler/in            |   |   |   |    |
| ----- | ---------------------- | - | - | - | -- |
| 1     | Robin Jordanis         | 2 | 0 | 0 | 2  |
| 2     | Amélie Dupasquier      | 1 | 0 | 0 | 1  |
| 2     | Medea Grand            | 1 | 0 | 0 | 1  |
| 4     | Sven Chanton           | 0 | 1 | 0 | 1  |
| 4     | Joel Lütolf            | 0 | 1 | 0 | 1  |
| 4     | Sandra De Kalbermatten | 0 | 1 | 0 | 1  |
| 4     | Lisa Grognuz           | 0 | 1 | 0 | 1  |
| 8     | Benoît Fumeaux         | 0 | 0 | 2 | 2  |
| 9     | Nina Lea Bertsch       | 0 | 0 | 1 | 1  |
| 9     | Anne-Sophie Loretan    | 0 | 0 | 1 | 1  |
| Total | Total                  | 4 | 4 | 4 | 12 |

## Ergebnisse Herren

### Slalom 1
Der Slalom 1 ersetzte den Riesenslalom.
| Platz | Land | Sportler        | Zeit (min) |
| ----- | ---- | --------------- | ---------- |
| 01    | FRA  | Robin Jordanis  | 1:12,34    |
| 02    | SUI  | Sven Chanton    | 1:12,77    |
| 03    | SUI  | Benoît Fumeaux  | 1:13,09    |
| 04    | SUI  | Gabriel Aregger | 1:13,65    |
| 05    | SUI  | Joel Lütolf     | 1:13,87    |
| 06    | SUI  | Matteo Piazza   | 1:14,65    |
| 07    | SUI  | Nicola Niemeyer | 1:14,66    |
| 08    | SUI  | Rémi Cuche      | 1:14,67    |
| 09    | SUI  | Jann Baehler    | 1:14,68    |
| 10    | SUI  | Dario Büschlen  | 1:14,79    |

Datum: 8. März 2017, 9:45 Uhr / 12:45 Uhr 

Starthöhe: 1970 m, Zielhöhe: 1830 m 

Höhenunterschied: 140 m 

Kurssetzer 1. Lauf: Valentin Créttaz (SUI), 42 Tore 

Kurssetzer 2. Lauf: Curdin Goodli (SUI), 43 Tore 

68 Läufer am Start, davon 45 klassiert.
Titelverteidiger:  Cédric Noger
Resultat

### Slalom 2
| Platz | Land | Sportler        | Zeit (min) |
| ----- | ---- | --------------- | ---------- |
| 01    | FRA  | Robin Jordanis  | 1:29,35    |
| 02    | SUI  | Joel Lütolf     | 1:29,43    |
| 03    | SUI  | Benoît Fumeaux  | 1:29,88    |
| 04    | SUI  | Alexis Monney   | 1:30,57    |
| 05    | SUI  | Nicola Niemeyer | 1:31,06    |
| 06    | SUI  | Luca Mani       | 1:31,85    |
| 07    | SUI  | Jann Bähler     | 1:31,88    |
| 08    | SUI  | Kean Mathis     | 1:32,02    |
| 09    | SUI  | Léo Monnier     | 1:32,08    |
| 10    | SUI  | Florian Kunz    | 1:32,14    |

Datum: 9. März 2017, 9:15 Uhr / 12:15 Uhr 

Starthöhe: 1990 m, Zielhöhe: 1830 m 

Höhenunterschied: 160 m 

Kurssetzer 1. Lauf: Ferdinand Francey (SUI), 50 Tore 

Kurssetzer 2. Lauf: Renzo Valsecchi (SUI), 55 Tore 

68 Läufer am Start, davon 45 klassiert.
Titelverteidiger:  Matthieu Bailet
Resultat

## Ergebnisse Damen

### Slalom 1
Der Slalom 1 ersetzte den Riesenslalom.
| Platz | Land | Sportler               | Zeit (min) |
| ----- | ---- | ---------------------- | ---------- |
| 01    | SUI  | Amélie Dupasquier      | 1:15,13    |
| 02    | SUI  | Sandra De Kalbermatten | 1:15,40    |
| 03    | SUI  | Nina Lea Bertsch       | 1:15,91    |
| 04    | SUI  | Amélie Pignat          | 1:16,39    |
| 05    | SUI  | Lindy Etzensperger     | 1:18,22    |
| 06    | SUI  | Zara Maillard          | 1:18,61    |
| 07    | SUI  | Sina Furrer            | 1:19,24    |
| 08    | SUI  | Norina Mooser          | 1:19,42    |
| 09    | SUI  | Anna Sofie Dörig       | 1:20,38    |
| 10    | SUI  | Pauline Schindelholz   | 1:20,85    |

Datum: 8. März 2017, 9:45 Uhr / 12:45 Uhr 

Starthöhe: 1970 m, Zielhöhe: 1830 m 

Höhenunterschied: 140 m 

Kurssetzer 1. Lauf: Julien Vuenier (SUI), 45 Tore 

Kurssetzer 2. Lauf: Michael Allemann (SUI), 43 Tore 

27 Läufer am Start, davon 19 klassiert.
Titelverteidiger:  Sinja Hobi
Resultat

### Slalom 2
| Platz | Land | Sportler             | Zeit (min) |
| ----- | ---- | -------------------- | ---------- |
| 01    | SUI  | Medea Grand          | 1:36,19    |
| 02    | SUI  | Lisa Grognuz         | 1:37,00    |
| 03    | SUI  | Anne-Sophie Loretan  | 1:37,20    |
| 04    | SUI  | Sixtine Cousin       | 1:38,25    |
| 05    | SUI  | Pauline Schindelholz | 1:38,29    |
| 06    | SUI  | Eva Etienne          | 1:38,53    |
| 07    | SUI  | Norina Mooser        | 1:39,75    |
| 08    | SUI  | Perrine Boisset      | 1:40,79    |
| 09    | SUI  | Juliette Bernard     | 1:41,35    |
| 10    | SUI  | Marina Morelli       | 1:41,84    |

Datum: 9. März 2017, 9:15 Uhr / 12:15 Uhr 

Starthöhe: 1990 m, Zielhöhe: 1830 m 

Höhenunterschied: 160 m 

Kurssetzer 1. Lauf: Jérôme Desbiolles (SUI), 50 Tore 

Kurssetzer 2. Lauf: Renzo Valsecchi (SUI), 55 Tore 

27 Läufer am Start, davon 15 klassiert.
Titelverteidiger:  Chloe Margue
Resultat